# セーシェル
座標: 南緯4度37分0秒 東経55度27分0秒 / 南緯4.61667度 東経55.45000度

セーシェル共和国
Repiblik Sesel （セーシェル・クレオール語）
Republic of Seychelles （英語）
République des Seychelles （フランス語）

国の標語：Finis Coronat Opus
（ラテン語: 最後に仕事は報われる）
国歌：Koste Seselwa
すべてのセーシェル人よ団結せよ

セーシェル共和国（セーシェルきょうわこく）、通称セーシェルは、アフリカ大陸から1300 kmほど離れたインド洋に浮かぶ115の島々からなる島国で、イギリス連邦加盟国である。首都はヴィクトリア。

## 国名
正式名称は、セーシェル・クレオール語で、Repiblik Sesel。
フランス語では、République des Seychelles。通称、les Seychelles（フランス語発音: [le sɛʃɛl] レ・セシェル）。
英語では、Republic of Seychelles。通称、Seychelles（英語発音: [seiˈʃel(z)] セイシェル（ズ））、the Seychelles islands。
日本語では、セーシェル共和国。通称、セーシェル。英語風にセイシェルとも表記する。
国名は、フランスの財務大臣ジャン・モロー・ド・セシェル（Jean Moreau de Séchelles）にちなんで名づけられた。

## 歴史

### 独立前
セーシェルに関する最も古い記録は、7世紀から8世紀ごろにアラブ人が来航したことである。1502年にはヴァスコ・ダ・ガマの第2回東インド航海において、アラブ人が活動しているのを目撃した。しかし、当時はセーシェルに定住者は存在せず、無人島となっていた。
1742年にフランスは探検隊をセーシェルに送り込んだ。その際、その当時の首相の名から諸島の名前を「セーシェル」、最大の島をマへ総督から「マヘ島」と名付けた。そして1756年にフランスが領有権を主張し、1768年にフランス領フランス島（現モーリシャス島）の属領として入植が開始され、セーシェルは以後有人島となった。
その後、1794年にはイギリス海軍が占領し、1814年にはパリ条約によってセーシェルはモーリシャスとともにイギリス領となった。1872年には民政総督府が置かれ、1903年にはモーリシャスから分離しセーシェル直轄植民地として単独の植民地となった。さらに、1948年には立法評議会選挙が実施されるなど、政治的自治は徐々に拡大していった。1964年にセーシェル独立派のフランス＝アルベール・ルネが社会主義政党のセーシェル人民統一党を、イギリス領残留派のジェイムス・マンチャムが保守政党のセーシェル民主党を組織した。1971年にはセーシェル国際空港が開設されて他国からのアクセスが大幅に改善され、観光業発展の基礎が築かれた。

### 独立後
1976年6月29日にイギリスから独立し、同時にイギリス領インド洋地域に属していたデロッシュ島、アルダブラ群島、ファーカー諸島がイギリスからセーシェルに割譲された。新政府は民主党と人民統一党の連立政権となり、民主党のマンチャムが大統領に、人民統一党のルネが首相に就任した。しかし翌1977年にルネがクーデターでマンチャムを追放して実権を握り、一党独裁制を敷いた。人民統一党は1978年にセーシェル人民進歩戦線と改称し、1979年には憲法を改正して正式に一党独裁となった。その後、数度にわたってクーデター未遂が起きるなど政情不安が続く一方で、ルネ政権は観光開発に力を入れ、経済は成長を続けた。
1991年に入ると民主化運動が盛んとなったためにルネ政権は再び複数政党制導入を表明し、マンチャムなど亡命していた指導者も帰国して、1993年には民主的な新憲法が発布された。同年、複数政党による民主選挙が行われたが、与党・人民進歩戦線は経済成長を評価されて33議席中25議席を獲得し、同時に行われた大統領選挙でもルネが勝利した。ルネは2004年に引退し、副大統領だったジェイムス・ミッシェルが後継となった。その後も人民党政権は継続したが、2016年の議会選挙で野党のセーシェル国民連合が議席の過半数を獲得し、人民党のダニー・フォール大統領とのねじれ現象が現出した（後述）。2020年10月には野党連合が大統領選挙、議会総選挙ともに勝利し、43年ぶりの政権交代が実現した。

## 政治

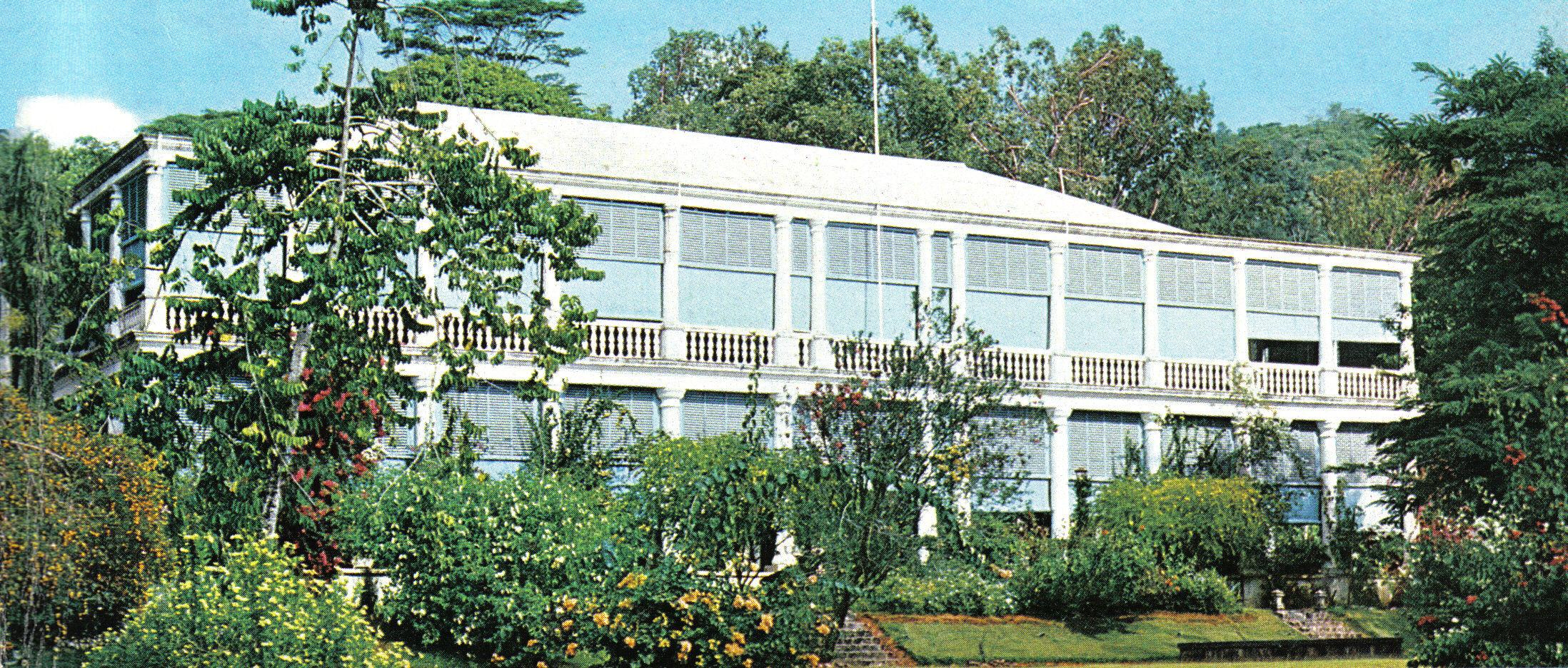
ヴィクトリアにある大統領官邸

セーシェルは共和制を取る立憲国家である。現行憲法は1993年に発布されたもの。
国家元首であるセーシェルの大統領は国民の直接選挙により選出され、任期は5年である。行政府の長として強大な権力を行使することが憲法で認められている。内閣に相当する閣僚評議会のメンバーは、大統領が任命する。首相職は1970年から1977年まで約7年間のみ存在していたが、以降は廃止され存在しない。
議会は一院制の国民議会で、定数は35であり、うち25議席が直接選挙枠である。議員任期は5年。
主要政党は社会主義政党の統一セーシェル（旧人民党、セーシェル人民進歩戦線）と保守政党のセーシェル国民連合（旧セーシェル国民党）。人民党のルネがクーデターで実権を掌握した1977年以降、長らく与党であり、大統領選・議会選の双方で勝利し続けていた。しかし、2016年の総選挙でセーシェル国民連合が人民党に勝利した。この政権交代の前の2015年12月に行われた大統領選挙では、当時のジェイムス・ミッシェル大統領（人民党）が3選を果たしていたため、人民党の大統領と国民連合優位の議会との間でねじれ現象が生じることとなった。このためミッシェル大統領は2016年10月に「新しい指導者に引き継ぐ時が来た」と述べて辞任し、後任にはダニー・フォール副大統領が昇格したものの、フォールも人民党所属であるためねじれ現象は継続した。2020年10月の総選挙で統一セーシェルは大統領選挙、議会総選挙ともにセーシェル国民連合を中核とする野党連合セーシェル民主同盟に敗北し、43年間守ってきた政権の座を失った。
セーシェル政府のガバナンス（統治能力）は良好であり、アフリカ有数の政府の質を誇る。アフリカ諸国の統治能力を指標化しているモ・イブラヒム財団の2008年度の発表によれば、セーシェルの統治の質はアフリカでモーリシャスに次いで2位となった。

## 国際関係

### 日本との関係
日本とは、1976年に外交関係を樹立した。セーシェルからは主にマグロなどの冷凍魚を日本へ輸出しており、セーシェルは日本から自動車などを輸入している。両国はともに相手国内に在外公館を持たず、セーシェル大使館は駐中国大使館が、日本大使館は駐ケニア大使館が兼轄している。2019年には、セーシェルに日本大使館の兼勤駐在官事務所が開設された。
- 在留日本人数 - 12人（2018年6月現在[18]）
- 在日セーシェル人数 - 7人（2019年6月[18]）

日本では、ダイヤルアップによるインターネット接続が広く使われていた時期に、接続先電話番号が意図せずこの国の電話番号に変更されてしまい、多額の国際通話料金を請求される事例が多発した。アダルトサイトなどへアクセスした際に、接続先を変更するプログラムがダウンロード・実行されたことが原因と考えられている。通信事業者各社は対策として、2002年12月ごろから、日本からの国際ダイヤル通話サービスを休止した。KDDIでは、休止した対地宛はオペレータ扱いの通話しかできない状態であったが、この措置が行われていた間は国際ダイヤル通話の料金を適用していた。この問題の沈静化により、2010年4月20日よりKDDIでは国際ダイヤル通話が再開された。ただ、事業者によっては、2018年10月現在も休止している。

## 軍事
セーシェル軍が存在しており、正式名称は「セーシェル人民防衛軍（Seychelles People's Defense Forces：SPDF）」である。2012年現在、総兵力は650人。実動部隊は陸軍（軽歩兵部隊、特殊部隊、大統領警護隊、憲兵隊、軍用犬訓練学校、軍楽隊からなる）と沿岸警備隊（海軍と紹介されることもある。海兵隊100人を含む）からなる。沿岸警備隊には附属の航空隊が存在していたものの、2014年現在、財政難から航空活動（哨戒、捜索救難など）は公営企業に業務委託されている。過去には徴兵制が施行されていたものの、現在は廃止されている。
独立時にはセーシェル軍は存在せず、1977年のクーデター後、ルネ大統領派の民兵を基礎としてSPDFが結成された。クーデターにはタンザニアが関わっており、この経緯でクーデター後しばらく数百人がルネ大統領の警護とSPDF育成のために駐留していた。冷戦中の1981年には南アフリカが関わったと見られるクーデター計画が露呈した。スポーツ選手を装って密入国してクーデターを画策していたマイク・ホアー中佐率いる白人の傭兵部隊（Ancient Order of Frothblowers）に対して、SPDFが応戦した。この結果、クーデターは頓挫した。敗走した傭兵部隊はインドの旅客機をハイジャックして国外に逃走した。このようなクーデター未遂も含め、冷戦中の1980年代には、国外の亡命組織や白人傭兵が企図したルネ政権転覆計画が頻発したものの、いずれも失敗に終わっている。1981年のクーデター未遂事件以降、急速に旧東側に接近し、ソビエト連邦、中華人民共和国、北朝鮮（1989年に撤退）などから軍事顧問団を迎え入れていた。一方、独立前の1963年にアメリカ合衆国がマヘ島に設置した人工衛星支援基地は引き続き存続し、民主化後の1996年まで利用されるなど、旧西側との関係も継続していた。
近年は、ソマリア海域に近い事から海賊対策にも力を入れつつあり、2010年には沿岸警備隊と海賊の間で戦闘（en）も生じている。2011年12月にはソマリア沖海賊対策や真珠の首飾り戦略などに基づいて、海洋進出を推し進めた。セーシェルの国会議事堂などを建設して強い関係を構築してきた中国は、セーシェル政府のたびたびの打診でセーシェルに補給拠点を設置することを検討するも、中国は初の海外基地にジブチを選んだ。
2018年1月に、セーシェル政府はインドとセーシェルに軍事拠点を開設することで合意するも、野党の反対でセーシェル議会で批准されなかった。

## 地方行政区分

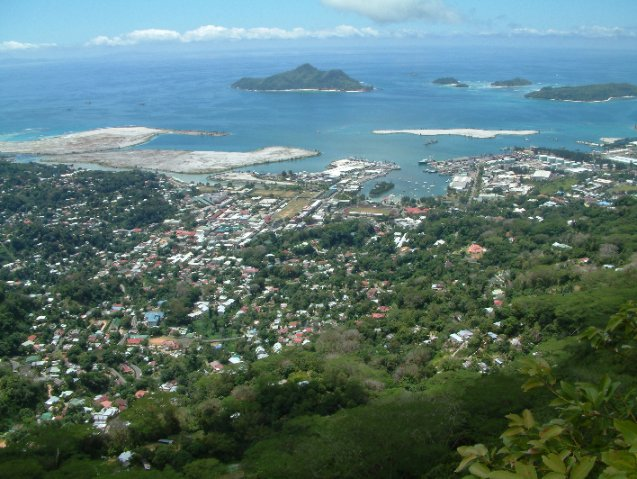
首都ヴィクトリア

セーシェルは25の地方行政区分に分かれている。マヘ島が22（島嶼1を含む）に分かれる他、プララン島が2つに分かれ、ラ・ディーグ島とインナー諸島の島嶼が併せて1つの地方行政区分を成している。また、アウター諸島は全体で1つの地方行政区分となっている。

### 主要都市
最大都市は首都のヴィクトリアである。ヴィクトリアは都市圏人口26000人（2014年）を数え、セーシェル唯一の都市となっている。

## 地理

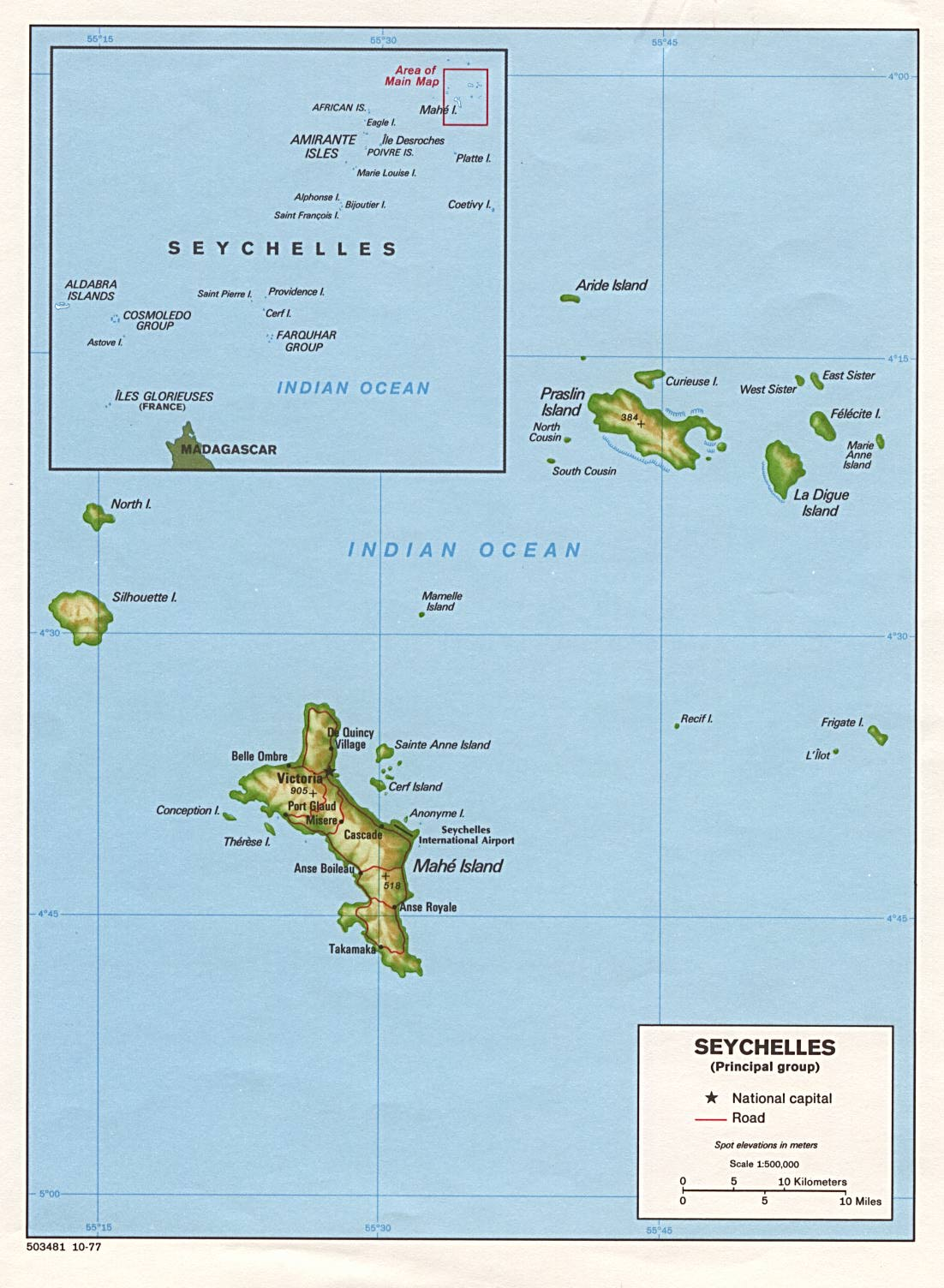
セーシェル主要部（インナー諸島）。南西に最大のマヘ島が、北東にプララン島とラ・ディーグ島が描かれている。左上の別枠内は全図であり、赤枠部分およびその北がインナー諸島、それ以外はすべてアウター諸島に属する。

セーシェルは赤道の少し南側に位置する、インド洋上の孤島群から成っており、インナー諸島とアウター諸島の2つの島嶼群からなる。インナー諸島には、首都ヴィクトリアを擁する最大の島マヘ島（マエ島）や世界遺産「ヴァレ・ド・メ自然保護区」を含む2番目に大きなプララン島（プラスリン島）、ラ・ディーグ島といった有人島を含んでおり、人口のほとんどが居住している。なかでも主島であるマヘ島に人口は集中している。バード島もインナー諸島に属する島である。
アウター諸島はインナー諸島の南から南西にかけて存在する島々の総称で、東からサザンコーラル諸島（プラット島など）、アミラント諸島、アルフォンス諸島、ファーカー諸島、そしてアルダブラ諸島の5つの諸島群からなる。環礁として世界第2位の規模を持ち世界遺産に登録されているアルダブラ環礁をはじめとして多くの環礁が存在しているが、人口はごくわずかである。なお、マヘ島から南西のマダガスカル島まで約1200km、北西のアフリカ大陸（ソマリア）まで約1300km離れている。

### 地質
セーシェル諸島は、地質学的にはマダガスカル島やインド亜大陸と共に、中生代（約1億6000万年前）にアフリカ大陸から分離し、その後6800万年から6500万年前にインド亜大陸が分離していったため、島の基盤岩はこれらと共通の花崗岩である。このため地形は起伏に富み、降水量は多く河川も存在する。一方、アウター諸島は環礁が点在するサンゴ礁の島々である。

### 気候
セーシェル付近は熱帯性の気候であり、年間を通じて平均気温は26℃から27℃に一定しており、年間降水量はヴィクトリアで2300mmに達する。月間降水量は6月から8月が最も少なく100 mm以下、それ以外の時期は100 mmから300 mm程度の降水があり、特に1月は降水量が多く300 mmを超える。一方、アウター諸島はマヘ島などのインナー諸島に比べ、はるかに降水量が少ない。
| ヴィクトリア(セーシェル国際空港)の気候                 | ヴィクトリア(セーシェル国際空港)の気候 | ヴィクトリア(セーシェル国際空港)の気候 | ヴィクトリア(セーシェル国際空港)の気候 | ヴィクトリア(セーシェル国際空港)の気候 | ヴィクトリア(セーシェル国際空港)の気候 | ヴィクトリア(セーシェル国際空港)の気候 | ヴィクトリア(セーシェル国際空港)の気候 | ヴィクトリア(セーシェル国際空港)の気候 | ヴィクトリア(セーシェル国際空港)の気候 | ヴィクトリア(セーシェル国際空港)の気候 | ヴィクトリア(セーシェル国際空港)の気候 | ヴィクトリア(セーシェル国際空港)の気候 | ヴィクトリア(セーシェル国際空港)の気候 |
| 月                                                     | 1月                                    | 2月                                    | 3月                                    | 4月                                    | 5月                                    | 6月                                    | 7月                                    | 8月                                    | 9月                                    | 10月                                   | 11月                                   | 12月                                   | 年                                     |
| ------------------------------------------------------ | -------------------------------------- | -------------------------------------- | -------------------------------------- | -------------------------------------- | -------------------------------------- | -------------------------------------- | -------------------------------------- | -------------------------------------- | -------------------------------------- | -------------------------------------- | -------------------------------------- | -------------------------------------- | -------------------------------------- |
| 平均最高気温 °C （°F）                                 | 29.8 (85.6)                            | 30.4 (86.7)                            | 31.0 (87.8)                            | 31.4 (88.5)                            | 30.5 (86.9)                            | 29.1 (84.4)                            | 28.3 (82.9)                            | 28.4 (83.1)                            | 29.1 (84.4)                            | 29.6 (85.3)                            | 30.1 (86.2)                            | 30.0 (86)                              | 29.8 (85.6)                            |
| 日平均気温 °C （°F）                                   | 26.8 (80.2)                            | 27.3 (81.1)                            | 27.8 (82)                              | 28.0 (82.4)                            | 27.7 (81.9)                            | 26.6 (79.9)                            | 25.8 (78.4)                            | 25.9 (78.6)                            | 26.4 (79.5)                            | 26.7 (80.1)                            | 26.8 (80.2)                            | 26.7 (80.1)                            | 26.9 (80.4)                            |
| 平均最低気温 °C （°F）                                 | 24.1 (75.4)                            | 24.6 (76.3)                            | 24.8 (76.6)                            | 25.0 (77)                              | 25.4 (77.7)                            | 24.6 (76.3)                            | 23.9 (75)                              | 23.9 (75)                              | 24.2 (75.6)                            | 24.3 (75.7)                            | 24.0 (75.2)                            | 23.9 (75)                              | 24.4 (75.9)                            |
| 降水量 mm （inch）                                     | 379 (14.92)                            | 262 (10.31)                            | 167 (6.57)                             | 177 (6.97)                             | 124 (4.88)                             | 63 (2.48)                              | 80 (3.15)                              | 97 (3.82)                              | 121 (4.76)                             | 206 (8.11)                             | 215 (8.46)                             | 281 (11.06)                            | 2,172 (85.49)                          |
| 平均降水日数 （≥1.0 mm）                               | 17                                     | 11                                     | 11                                     | 14                                     | 11                                     | 10                                     | 10                                     | 10                                     | 11                                     | 12                                     | 14                                     | 18                                     | 149                                    |
| % 湿度                                                 | 82                                     | 80                                     | 79                                     | 80                                     | 79                                     | 79                                     | 80                                     | 79                                     | 78                                     | 79                                     | 80                                     | 82                                     | 79.8                                   |
| 平均月間日照時間                                       | 153.3                                  | 175.5                                  | 210.5                                  | 227.8                                  | 252.8                                  | 232.0                                  | 230.5                                  | 230.7                                  | 227.7                                  | 220.7                                  | 195.7                                  | 170.5                                  | 2,527.7                                |
| 出典1：World Meteorological Organization               |                                        |                                        |                                        |                                        |                                        |                                        |                                        |                                        |                                        |                                        |                                        |                                        |                                        |
| 出典2：National Oceanic and Atmospheric Administration |                                        |                                        |                                        |                                        |                                        |                                        |                                        |                                        |                                        |                                        |                                        |                                        |                                        |

### 交通
セーシェルは離島群であり、1971年にマヘ島の東部に建設されたセーシェル国際空港で、他の地域からの観光客が利用可能な交通手段を確保している。また、プララン島にも空港が開設されており、マヘ島との間で国内線が運行されている。セーシェル国際空港にはセーシェル航空が本拠を置いており、国内や近隣各国へと路線を就航させている。また1970年代初頭にはヴィクトリア港の整備も行われた。ヴィクトリア港からは国内各島へと定期便が就航し、船舶によって島々を移動できるようになっている。

### 自然

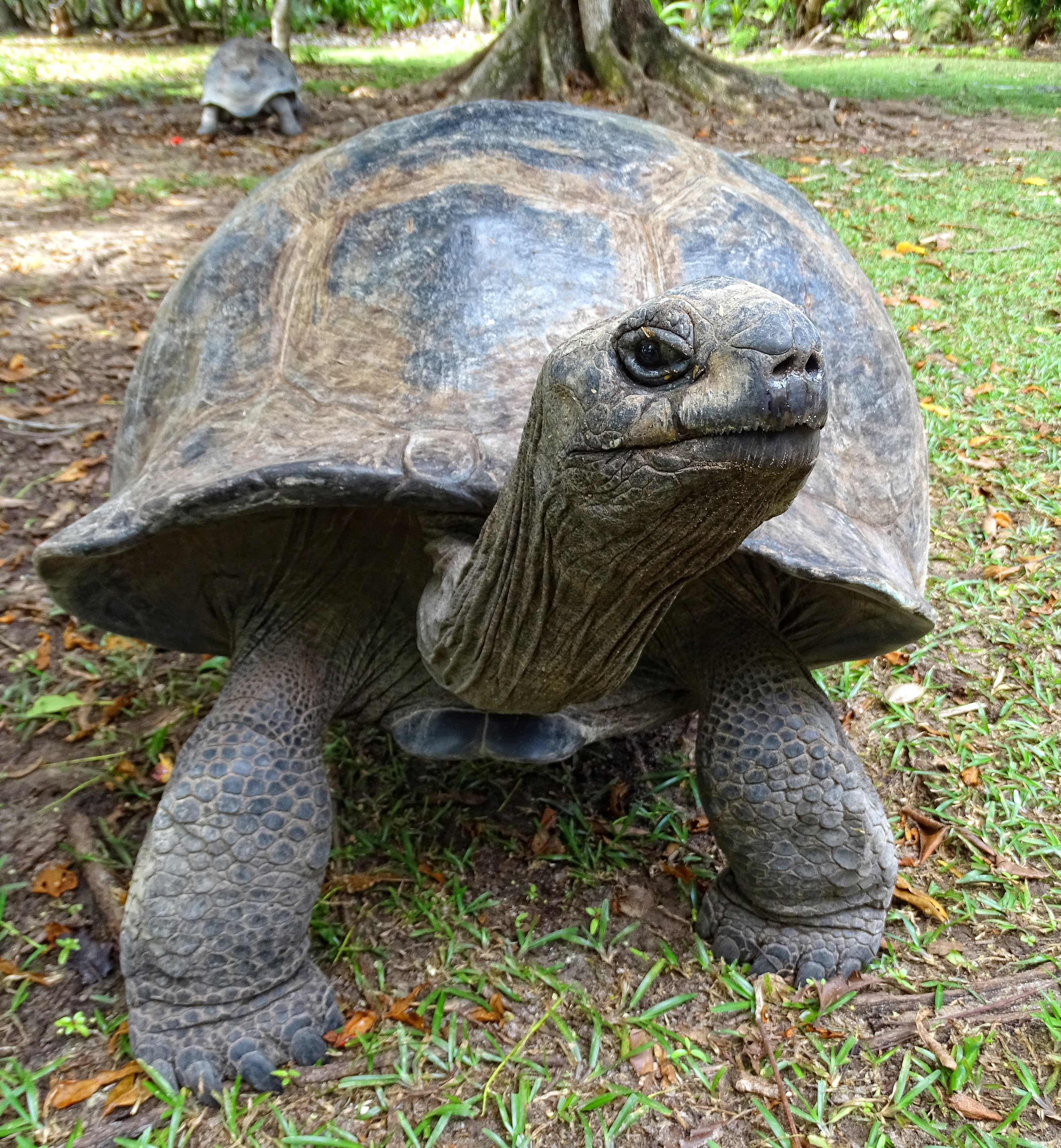
セーシェル固有種であるアルダブラゾウガメ

セーシェルは6800万年から6500万年前に孤島となったため、大規模な生物の流入が少なく、多くの固有種が存在する。豊かで独自性の強い生物相や大規模な海の美しさこそがセーシェル観光の魅力であるため、政府は自然保護に熱心であり、憲法冒頭には環境の独自性とその保護がうたわれ、また開発の際は厳しい環境基準を満たさなければならないという規制を設けている。2018年には21万400平方キロの水域を海洋保護区に指定し、さらに拡大する予定である。こうした努力によってセーシェルの海は美しいまま保たれており、2012年の世界の海の健康度を示す指標においては、セーシェル海域はドイツとともに人類居住海域において最も健康的な海であるという評価を得た。一方、島嶼部においては外来種の流入が進み、多くの固有種が絶滅の危機に瀕するようになってきたため、政府やNGOによって外来種の駆除が進められ、固有種と生態系の復興が図られている。

## 経済

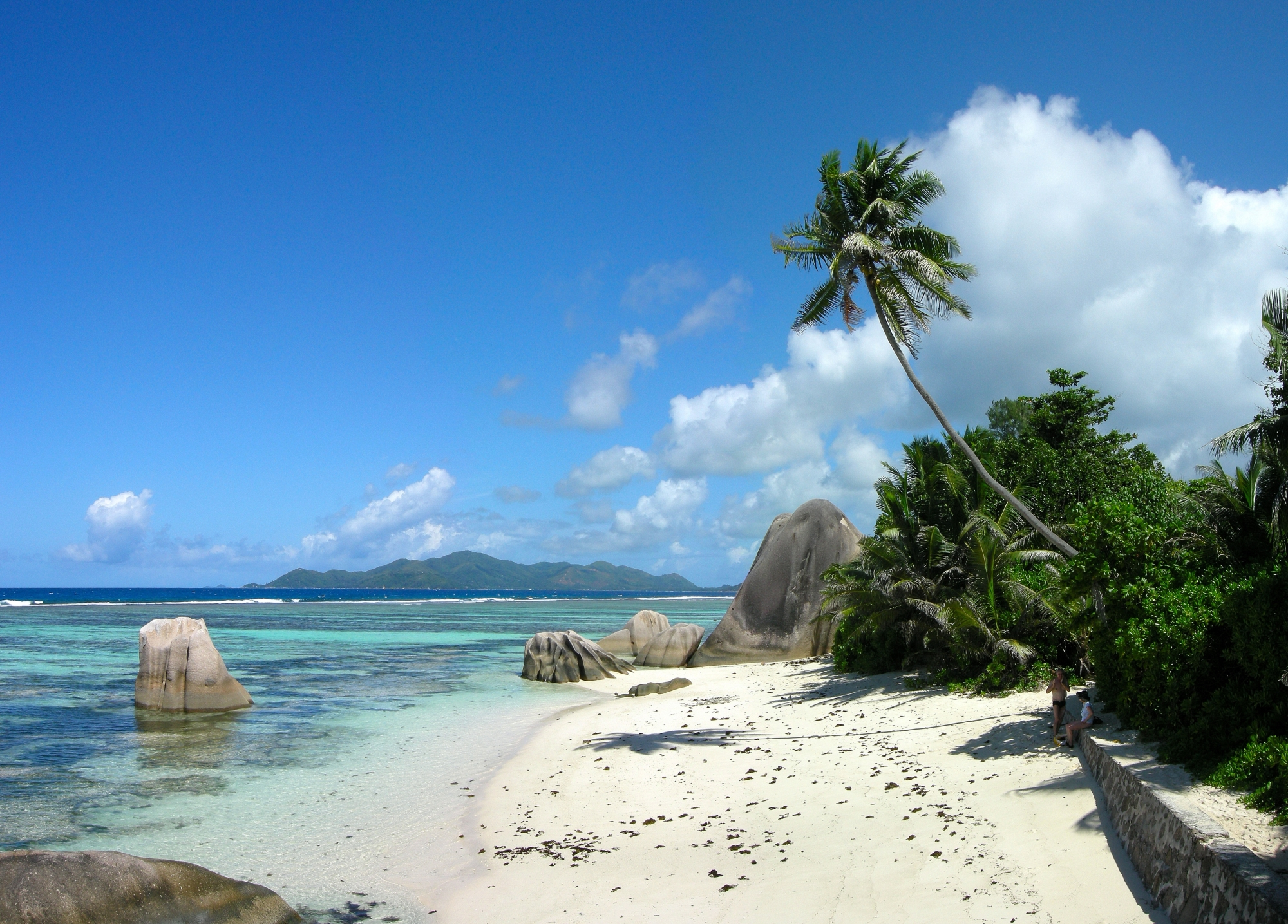
ラ・ディーグ島のAnse Source d'Argent海岸

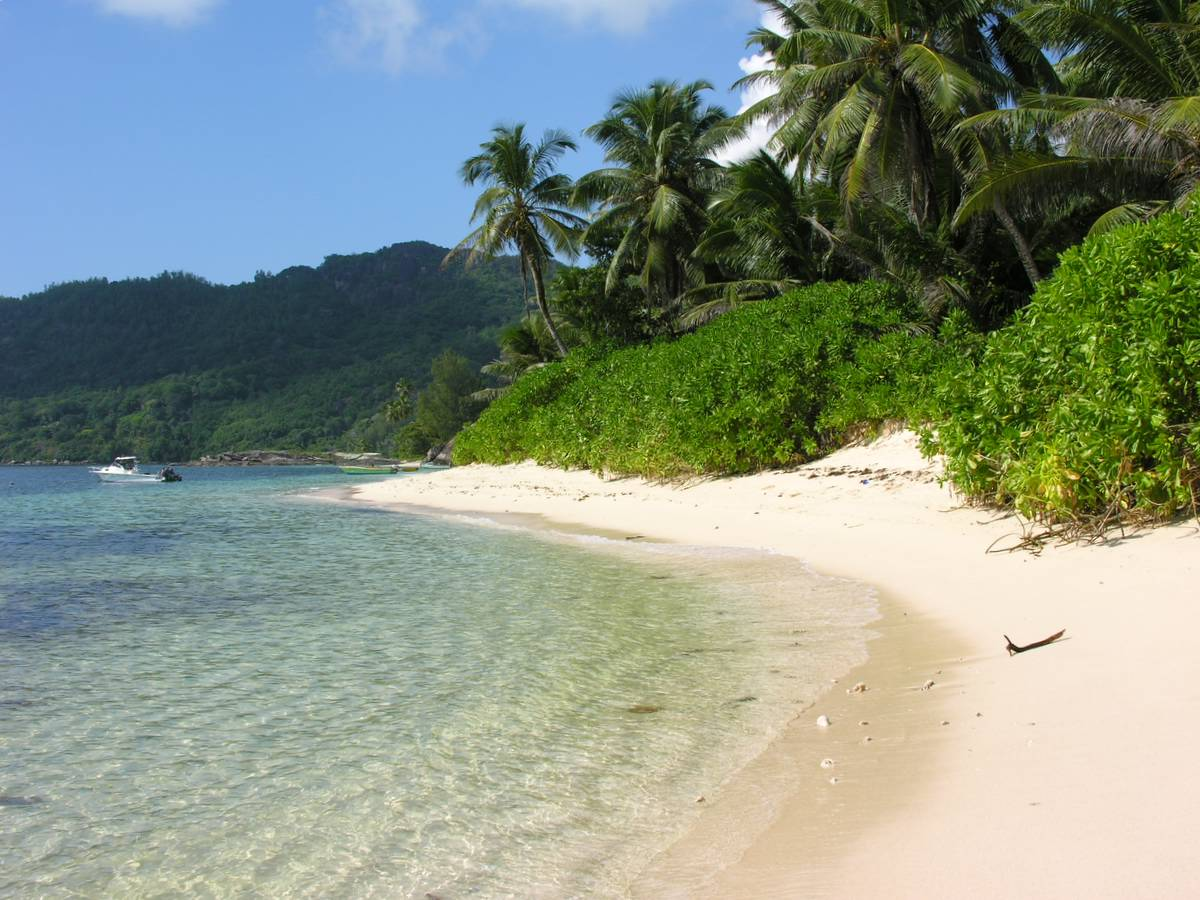
マヘ島の海岸

1977年の憲法改正後の一党支配体制が取られていた時期は、ルネ大統領により企業の国営化など社会主義的政策が進められた。ただ、新憲法が発布された1993年にルネが再選した後は、国営企業の民営化、市場経済への移行などの政策転換を図っている。
1995年に成立した経済開発法（Economic Development Act）は、政府承認投資スキームに1000万ドル以上投資をした外国人犯罪者を自国民として保護し、身柄引渡要求を拒否すると定めていたものの、国際的に問題になり2000年に廃止した。しかし北朝鮮の工作員2名が2007年3月26日発行のセーシェル旅券を所持していると報じられ、問題になった。
セーシェルの主要産業は観光業である。セーシェルは「インド洋の真珠」と呼ばれており、主に西欧から美しい海に魅せられて観光客が押し寄せたため、リゾート地として発展してきた。その海辺から見える夕陽は世界一とも言われている。リゾートは主島・マヘ島のヴィクトリアなどの都市部から離れたところに存在するほか、プララン島などの離島にも点在している。
2008年のリーマン・ショックにより直面したセーシェル国内の経済危機も、2010年代に観光に訪れた欧州の富裕層が増加したことにより乗り越えることができた。
2014年のセーシェルの就業者の割合は、第三次産業が78.0％にものぼった。
観光業以外の産業は小さく、就業者のうち第二次産業は18％、第一次産業はわずか3.5％に過ぎない。
観光業に次ぐ産業は漁業であり、エビやマグロを主とする魚介類を輸出して重要な収入源としているほか、水産加工業も盛んで、2013年の総輸出のうち60.7％はマグロの缶詰によって占められた。この他に、農業も行われており、石鹸の材料となるコプラ、ココナッツの輸出なども収入源としている。ただ、現在のところ、セーシェルは観光業と漁業に大きく依存しているため、政府は経済の多角化を進めている。
これらの結果、アフリカ諸国の中でセーシェルは、高水準の国民所得を誇っている。世界銀行によると、2023年の1人当たりGNIは1万6940米ドルで、アフリカ諸国の同年のデータがある国や地域では1位であり、2022年時点では唯一の高所得国である（2023年は世界銀行は高所得国の最低基準を明らかにしていない）。また「人間の豊かさ」を表す人間開発指数（HDI）でも、2019年度版「人間開発報告書」ではアフリカ諸国で最高の世界で51位を記録した（指数は0.805）。
2023年3月28日、英国のコンサルティング会社ヘンリー＆パートナーズと、南アフリカ共和国の調査会社ニュー・ワールド・ウェルスは、「アフリカ・ウェルス・レポート2023」を発表した。それによると、アフリカでの個人資産は大幅に増大し、セーシェルの場合は、2012年と比べて、54％も増加、急速に経済成長していることが示された。

## 国民

### 人口
セーシェルの人口は増加傾向にあるが、増加率は緩やかなものであり、1990年代前半にはむしろ労働力の国外流出が深刻な問題となっていた。1962年に43750人だった人口は1986年には7万人、2017年には95000人となった。

### 民族
民族移動の歴史により、セーシェル国民の先祖はアフリカ系、フランス系、アジア系と多岐にわたる。しかし住民間での長年の通婚の結果、わずかな印僑や華僑を除き、ほとんどがクレオール化したセーシェル人として単一民族化している。

### 言語
公用語はセーシェル・クレオール語、フランス語、英語の3つである。
セーシェル・クレオール語はフランス語がベースのクレオール語で、フランス領時代に現地語や移民の言語が混ざって発展し、定着した。今では国民の9割以上（91.8パーセント）の母語となっており共通語である。ただし、国民の大半はフランス語も話すことができ、フランス語圏と見なされている。また、宗主国の言語である英語は、政府機関などで用いられており、英語も通用しやすい。

### 宗教
宗教は、2002年でカトリックが82.3％、聖公会が6.4％であり、キリスト教全体では93.2％を占める。

### 教育
約70の幼稚園・小学校・中学校があり、ほとんどが公立である。他に高校に相当する技術・海洋・農業など専門分野の7校がある。高校までの就学率は100％を誇るものの、かつては大学が存在せず、大学教育を受ける場合は海外留学が必須だったが、2009年に国立セーシェル大学が設立され、国内で大学教育を受けることが可能となった。

## 文化

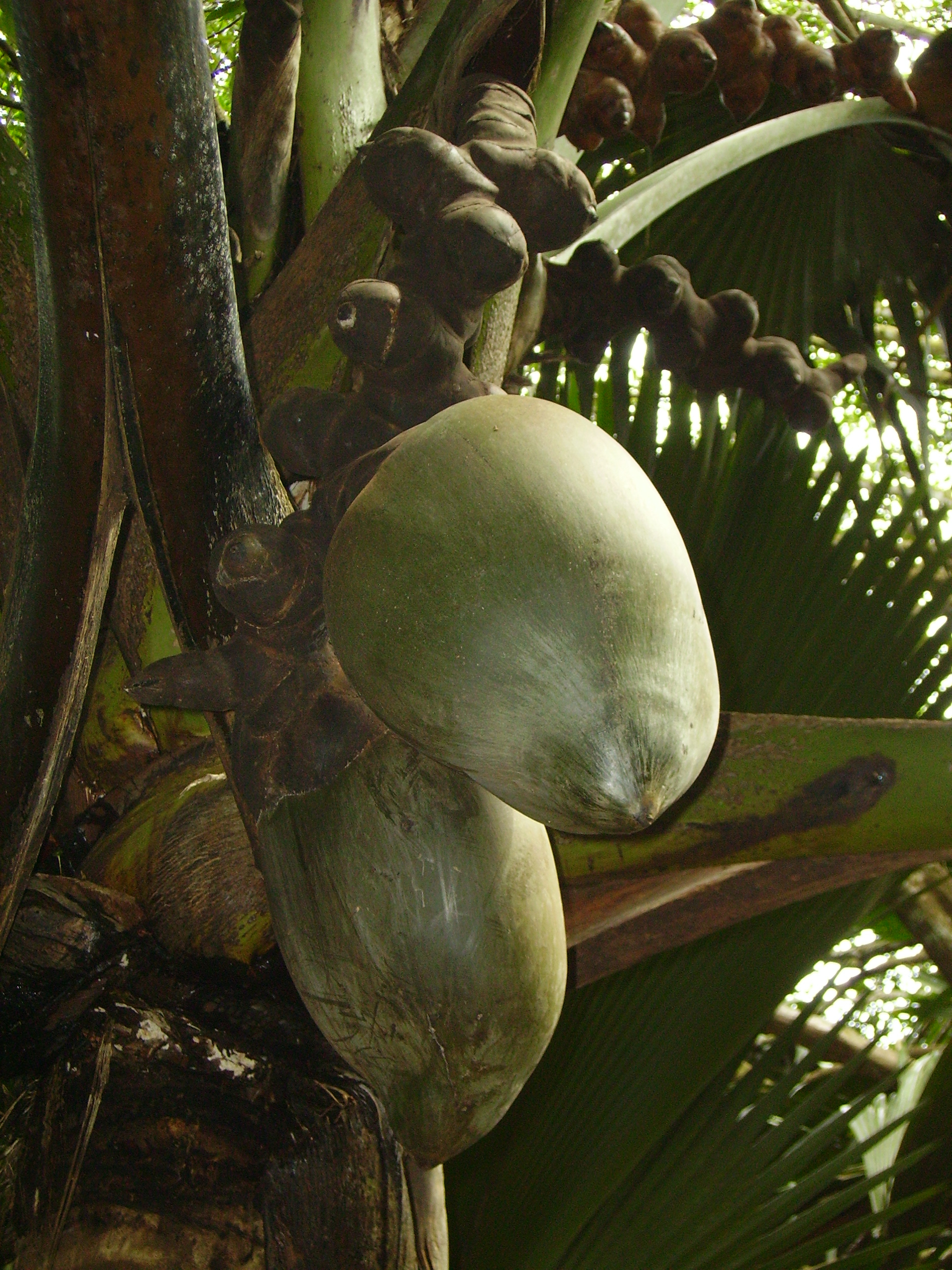
フタゴヤシ

### 世界遺産
セーシェルでは、2つの自然遺産が登録されている。
- プララン島にあるヴァレ・ド・メ自然保護区は1983年に登録され、世界的に珍しいフタゴヤシが生える。
- アルダブラ環礁は1982年に登録され、アルダブラゾウガメが生息していることで知られる、世界最大級のゾウガメ生息地である。

### 音楽
- 民俗音楽には、英国のコントルダンス、ポルカとマズルカ、フランスのフォークとポップス、モーリシャスとレユニオンのセガ、ターラブ、ズーク、スークス・ムーティアなどの汎アフリカのジャンル、ポリネシアとインドの音楽など、複数の影響が融合した形で組み込まれている。

### 放送
- セーシェル放送：法律で定められた公共放送として、デジタル地上波放送を含むテレビ2波とラジオ2波を運営している。3つの公用語にて放送を行なっている。

### スポーツ
クリケットが盛んである。20世紀後半の植民地時代にイギリス人によって導入された。1983年にセーシェルクリケット協会が設立され、2010年に国際クリケット評議会に加盟した。